# Lijst van Eerste Kamerleden 1986-1987
Lijst van Eerste Kamerleden 1986-1987 geeft een overzicht van de leden van de Nederlandse Eerste Kamer in de periode tussen de verkiezingen van 1986 en de verkiezingen van 1987. De zittingsperiode van de Eerste Kamer ging in op 3 juni 1986 en eindigde op 23 juni 1987. 
De Eerste Kamer telde 75 leden, gekozen door de leden van Provinciale Staten. Eerste Kamerleden werden gekozen voor een termijn van vier jaar.
| Naam                                            | politieke partij                        | begindatum       | einddatum        | refs   |
| ----------------------------------------------- | --------------------------------------- | ---------------- | ---------------- | ------ |
| Liesbeth Baarveld-Schlaman                      | Partij van de Arbeid                    | 3 juni 1986      | 23 juni 1987     | [ 1 ]  |
| Driekus Barendregt                              | Staatkundig Gereformeerde Partij        | 3 juni 1986      | 23 juni 1987     | [ 2 ]  |
| Suzanne Bischoff van Heemskerck                 | Democraten 66                           | 3 juni 1986      | 27 augustus 1986 | [ 3 ]  |
| Fenna Bolding                                   | Communistische Partij Nederland         | 3 juni 1986      | 23 juni 1987     | [ 4 ]  |
| Bob van den Bos                                 | Democraten 66                           | 9 september 1986 | 23 juni 1987     | [ 5 ]  |
| Ton van Boven                                   | Volkspartij voor Vrijheid en Democratie | 3 juni 1986      | 23 juni 1987     | [ 6 ]  |
| Nico Buijsert                                   | Christen-Democratisch Appèl             | 10 juni 1986     | 23 juni 1987     | [ 7 ]  |
| Piet Bukman                                     | Christen-Democratisch Appèl             | 3 juni 1986      | 14 juli 1986     | [ 8 ]  |
| Marten Burkens                                  | Volkspartij voor Vrijheid en Democratie | 3 juni 1986      | 23 juni 1987     | [ 9 ]  |
| Jan Christiaanse                                | Christen-Democratisch Appèl             | 3 juni 1986      | 23 juni 1987     | [ 10 ] |
| Pierre Coenemans                                | Christen-Democratisch Appèl             | 3 juni 1986      | 23 juni 1987     | [ 11 ] |
| Louis van Dalen                                 | Christen-Democratisch Appèl             | 3 juni 1986      | 23 juni 1987     | [ 12 ] |
| Ruud Eijsink                                    | Christen-Democratisch Appèl             | 10 juni 1986     | 23 juni 1987     | [ 13 ] |
| Greet Ermen                                     | Partij van de Arbeid                    | 3 juni 1986      | 23 juni 1987     | [ 14 ] |
| Frans Feij                                      | Volkspartij voor Vrijheid en Democratie | 3 juni 1986      | 23 juni 1987     | [ 15 ] |
| Jo Franssen                                     | Christen-Democratisch Appèl             | 3 juni 1986      | 23 juni 1987     | [ 16 ] |
| Bas de Gaay Fortman                             | Politieke Partij Radikalen              | 3 juni 1986      | 23 juni 1987     | [ 17 ] |
| Molly Geertsema                                 | Volkspartij voor Vrijheid en Democratie | 3 juni 1986      | 23 juni 1987     | [ 18 ] |
| Hanneke Gelderblom-Lankhout                     | Democraten 66                           | 3 juni 1986      | 23 juni 1987     | [ 19 ] |
| Leendert Ginjaar                                | Volkspartij voor Vrijheid en Democratie | 3 juni 1986      | 23 juni 1987     | [ 20 ] |
| Jan Glastra van Loon                            | Democraten 66                           | 3 juni 1986      | 23 juni 1987     | [ 21 ] |
| Aar de Goede                                    | Democraten 66                           | 3 juni 1986      | 23 juni 1987     | [ 22 ] |
| Berthe Groensmit-van der Kallen                 | Christen-Democratisch Appèl             | 3 juni 1986      | 23 juni 1987     | [ 23 ] |
| Toos Grol-Overling                              | Christen-Democratisch Appèl             | 3 juni 1986      | 23 juni 1987     | [ 24 ] |
| Han Heijmans                                    | Volkspartij voor Vrijheid en Democratie | 3 juni 1986      | 23 juni 1987     | [ 25 ] |
| Henk Heijne Makkreel                            | Volkspartij voor Vrijheid en Democratie | 3 juni 1986      | 23 juni 1987     | [ 26 ] |
| Jean Hendriks                                   | Christen-Democratisch Appèl             | 3 juni 1986      | 23 juni 1987     | [ 27 ] |
| Bart Hofman                                     | Volkspartij voor Vrijheid en Democratie | 3 juni 1986      | 23 juni 1987     | [ 28 ] |
| Gerrit Holdijk                                  | Staatkundig Gereformeerde Partij        | 3 juni 1986      | 23 juni 1987     | [ 29 ] |
| Jan van der Jagt                                | Gereformeerd Politiek Verbond           | 3 juni 1986      | 23 juni 1987     | [ 30 ] |
| Leny Jansen-van der Gevel                       | Partij van de Arbeid                    | 13 februari 1987 | 23 juni 1987     | [ 31 ] |
| Frans de Jong                                   | Christen-Democratisch Appèl             | 3 juni 1986      | 23 juni 1987     | [ 32 ] |
| Ad Kaland                                       | Christen-Democratisch Appèl             | 3 juni 1986      | 23 juni 1987     | [ 33 ] |
| Ko Kiers                                        | Christen-Democratisch Appèl             | 3 juni 1986      | 23 juni 1987     | [ 34 ] |
| Roelof Kruisinga                                | Christen-Democratisch Appèl             | 3 juni 1986      | 23 juni 1987     | [ 35 ] |
| Trix van Kuilenburg-Lodder                      | Partij van de Arbeid                    | 3 juni 1986      | 23 juni 1987     | [ 36 ] |
| Dick Kuiper                                     | Christen-Democratisch Appèl             | 3 juni 1986      | 23 juni 1987     | [ 37 ] |
| Titia van Leeuwen                               | Pacifistisch Socialistische Partij      | 3 juni 1986      | 23 juni 1987     | [ 38 ] |
| Madeleen Leyten- de Wijkerslooth de Weerdesteyn | Christen-Democratisch Appèl             | 3 juni 1986      | 23 juni 1987     | [ 39 ] |
| David Luteijn                                   | Volkspartij voor Vrijheid en Democratie | 3 juni 1986      | 23 juni 1987     | [ 40 ] |
| Nol Maassen                                     | Partij van de Arbeid                    | 3 juni 1986      | 23 juni 1987     | [ 41 ] |
| Pieter Maris                                    | Christen-Democratisch Appèl             | 9 september 1986 | 23 juni 1987     | [ 42 ] |
| Ria Mastik-Sonneveldt                           | Partij van de Arbeid                    | 27 januari 1987  | 23 juni 1987     | [ 43 ] |
| Joke van der Meer                               | Partij van de Arbeid                    | 3 juni 1986      | 23 juni 1987     | [ 44 ] |
| Marian van der Meer                             | Partij van de Arbeid                    | 3 juni 1986      | 23 juni 1987     | [ 45 ] |
| Frits von Meijenfeldt                           | Christen-Democratisch Appèl             | 3 juni 1986      | 23 juni 1987     | [ 46 ] |
| Hans Oskamp                                     | Partij van de Arbeid                    | 3 juni 1986      | 1 januari 1987   | [ 47 ] |
| Jan van der Ploeg                               | Partij van de Arbeid                    | 3 juni 1986      | 13 december 1986 | [ 48 ] |
| Jef Pleumeekers                                 | Christen-Democratisch Appèl             | 3 juni 1986      | 23 juni 1987     | [ 49 ] |
| Andries Postma                                  | Christen-Democratisch Appèl             | 3 juni 1986      | 23 juni 1987     | [ 50 ] |
| Bertus de Rijk                                  | Partij van de Arbeid                    | 3 juni 1986      | 23 juni 1987     | [ 51 ] |
| Ger Schinck                                     | Partij van de Arbeid                    | 3 juni 1986      | 23 juni 1987     | [ 52 ] |
| Joris Schouten                                  | Christen-Democratisch Appèl             | 3 juni 1986      | 23 juni 1987     | [ 53 ] |
| Egbert Schuurman                                | Reformatorische Politieke Federatie     | 3 juni 1986      | 23 juni 1987     | [ 54 ] |
| Bé Stam                                         | Partij van de Arbeid                    | 3 juni 1986      | 23 juni 1987     | [ 55 ] |
| Piet Steenkamp                                  | Christen-Democratisch Appèl             | 3 juni 1986      | 23 juni 1987     | [ 56 ] |
| Tom Struick van Bemmelen                        | Volkspartij voor Vrijheid en Democratie | 3 juni 1986      | 23 juni 1987     | [ 57 ] |
| Govert van Tets                                 | Volkspartij voor Vrijheid en Democratie | 3 juni 1986      | 23 juni 1987     | [ 58 ] |
| Marie-Louise Tiesinga-Autsema                   | Democraten 66                           | 3 juni 1986      | 23 juni 1987     | [ 59 ] |
| Nic Tummers                                     | Partij van de Arbeid                    | 10 juni 1986     | 23 juni 1987     | [ 60 ] |
| Frans Uijen                                     | Partij van de Arbeid                    | 3 juni 1986      | 23 juni 1987     | [ 61 ] |
| Lies Uijterwaal-Cox                             | Christen-Democratisch Appèl             | 3 juni 1986      | 23 juni 1987     | [ 62 ] |
| Els Veder-Smit                                  | Volkspartij voor Vrijheid en Democratie | 3 juni 1986      | 23 juni 1987     | [ 63 ] |
| Adriaan van Veldhuizen                          | Partij van de Arbeid                    | 3 juni 1986      | 23 juni 1987     | [ 64 ] |
| Jan Verbeek                                     | Volkspartij voor Vrijheid en Democratie | 3 juni 1986      | 23 juni 1987     | [ 65 ] |
| Anne Vermeer                                    | Partij van de Arbeid                    | 3 juni 1986      | 23 juni 1987     | [ 66 ] |
| Jan Vis                                         | Democraten 66                           | 10 juni 1986     | 23 juni 1987     | [ 67 ] |
| Joop Vogt                                       | Pacifistisch Socialistische Partij      | 3 juni 1986      | 23 juni 1987     | [ 68 ] |
| Louise Vonhoff-Luijendijk                       | Volkspartij voor Vrijheid en Democratie | 3 juni 1986      | 23 juni 1987     | [ 69 ] |
| Klaas de Vries                                  | Christen-Democratisch Appèl             | 3 juni 1986      | 23 juni 1987     | [ 70 ] |
| Ed Wagemakers                                   | Christen-Democratisch Appèl             | 3 juni 1986      | 23 juni 1987     | [ 71 ] |
| Henk Waltmans                                   | Politieke Partij Radikalen              | 3 juni 1986      | 23 juni 1987     | [ 72 ] |
| Ans van der Werf-Terpstra                       | Christen-Democratisch Appèl             | 3 juni 1986      | 23 juni 1987     | [ 73 ] |
| Ym van der Werff                                | Volkspartij voor Vrijheid en Democratie | 3 juni 1986      | 23 juni 1987     | [ 74 ] |
| Kees IJmkers                                    | Communistische Partij Nederland         | 3 juni 1986      | 23 juni 1987     | [ 75 ] |
| Willem van de Zandschulp                        | Partij van de Arbeid                    | 3 juni 1986      | 23 juni 1987     | [ 76 ] |
| Rinse Zijlstra                                  | Christen-Democratisch Appèl             | 24 juni 1986     | 23 juni 1987     | [ 77 ] |
| Jan Zoon                                        | Partij van de Arbeid                    | 3 juni 1986      | 23 juni 1987     | [ 78 ] |
| Guus Zoutendijk                                 | Volkspartij voor Vrijheid en Democratie | 3 juni 1986      | 23 juni 1987     | [ 79 ] |